# Kabinett Brown
Das Kabinett Gordon Brown war vom 28. Juni 2007 bis 11. Mai 2010 die Regierung des Vereinigten Königreichs. Es folgte dem Kabinett Blair III unter Tony Blair, der von 1997 bis 2007 Premierminister war und wurde nach den britischen Unterhauswahlen am 6. Mai 2010 vom Kabinett Cameron I abgelöst.

## Regierungszeit
Am 27. Juni 2007 trat Tony Blair, der schon bei der Wahl 2005 angekündigt hatte keine ganze Amtszeit zu regieren, zurück. Gordon Brown, als einziger ernstzunehmender Kandidat, erhielt am 17. Mai 2007 die Unterstützung von 313 der 353 Parlamentsmitglieder seiner Partei. Daraufhin bestimmte ihn das Labour-Exekutivkomitee offiziell zu Blairs Nachfolger.
Labour initiierte zu Beginn seiner Amtszeit die Kampagne Not Flash, Just Gordon, in der eine teilweise Abkehr von Blairs New Labour zum Ausdruck kam.
Brown benutzte das Schlagwort New Labour bei öffentlichen Auftritten kaum noch. Er veröffentlichte sein manifesto for change (Manifest des Wandels), in dem er versprach, den National Health Service weiterhin als seine Top-Priorität anzusehen mund weiterhin ein rigoros gegen Korruption vorzugehen. Brown stellte eine Neugewichtung des Verhältnisses zwischen Zentralmacht und Lokalverwaltung in Aussicht.
Im September 2007 geriet das Finanzunternehmen Northern Rock in Schwierigkeiten, was zum ersten Bankansturm auf eine britische Bank seit Menschengedenken führte.
Insgesamt wurde Browns Amtszeit von der Finanzkrise ab 2007 überschattet. Nachdem Brown als Schatzkanzler eine Reputation für hohen ökonomischen Sachverstand erworben hatte, wurde sein Name mehr als bei anderen Premierministern mit der Finanzkrise verbunden. Brown schnürte als Antwort ein Bankenrettungspaket in Höhe von 500 Milliarden £. Dennoch erholte sich Großbritanniens Wirtschaft nur sehr langsam und die Umfragewerte von Labour zeigten keinen Aufwärtstrend. Die Britische Unterhauswahl 2010 sah nach amerikanischem Vorbild das erste direkte TV-Duell zwischen den Parteiführern. Nach der für Labour verlorengegangenen Wahl und dem darauf folgenden Scheitern von Verhandlungen mit der Liberaldemokratischen Partei trat Brown am 11. Mai 2010 von seinen Ämtern als Premierminister und Vorsitzender der Labour Party zurück und gehörte dem Unterhaus bis zum 30. März 2015 als einfacher Abgeordneter an.

## Regierungsmitglieder
| Zugehörigkeit |  | Labour |

| Amt                                                                                            | Bild       | Person             | Partei       | Partei                            | Amtszeit        | Amtszeit        |
| ---------------------------------------------------------------------------------------------- | ---------- | ------------------ | ------------ | --------------------------------- | --------------- | --------------- |
| Premierminister Erster Lord des Schatzamtes Minister für den öffentlichen Dienst               |            | Gordon Brown       |              | Labour Party                      | 28. Juni 2007   | 11. Mai 2010    |
| First Secretary of State                                                                       |            | Peter Mandelson    | Labour Party | 5. Juni 2009                      | 11. Mai 2010    |                 |
| Schatzkanzler Zweiter Lord des Schatzamtes                                                     |            | Alistair Darling   | Labour Party | 28. Juni 2007                     | 11. Mai 2010    |                 |
| Außenminister                                                                                  |            | David Miliband     | Labour Party | 28. Juni 2007                     | 11. Mai 2010    |                 |
| Justizminister Lordkanzler                                                                     |            | Jack Straw         | Labour Party | 28. Juni 2007                     | 11. Mai 2010    |                 |
| Innenminister/in                                                                               |            | Jacqui Smith       | Labour Party | 28. Juni 2007                     | 5. Juni 2009    |                 |
| Innenminister/in                                                                               |            | Alan Johnson       | Labour Party | 5. Juni 2009                      | 11. Mai 2010    |                 |
| Lordpräsident des Rates                                                                        |            | Catherine Ashton   | Labour Party | 28. Juni 2007                     | 3. Oktober 2008 |                 |
| Lordpräsident des Rates                                                                        |            | Janet Royall       | Labour Party | 3. Oktober 2008                   | 5. Juni 2009    |                 |
| Lordpräsident des Rates                                                                        |            | Peter Mandelson    | Labour Party | 5. Juni 2009                      | 11. Mai 2010    |                 |
| Lordsiegelbewahrer Leader of the House of Commons Ministerin für Frauen und Gleichberechtigung |            | Harriet Harman     | Labour Party | 28. Juni 2007                     | 11. Mai 2010    |                 |
| Leader of the House of Lords                                                                   |            | Catherine Ashton   | Labour Party | 28. Juni 2007                     | 3. Oktober 2008 |                 |
| Leader of the House of Lords                                                                   |            | Janet Royall       | Labour Party | 3. Oktober 2008                   | 11. Mai 2010    |                 |
| Minister/in für Arbeit und Renten                                                              | Peter Hain | Peter Hain         | Labour Party | 28. Juni 2007                     | 24. Januar 2008 |                 |
| Minister/in für Arbeit und Renten                                                              |            | James Purnell      | Labour Party | 24. Januar 2008                   | 5. Juni 2009    |                 |
| Minister/in für Arbeit und Renten                                                              |            | Yvette Cooper      | Labour Party | 5. Juni 2009                      | 11. Mai 2010    |                 |
| Gesundheitsminister                                                                            |            | Alan Johnson       | Labour Party | 28. Juni 2007                     | 5. Juni 2009    |                 |
| Gesundheitsminister                                                                            |            | Andy Burnham       | Labour Party | 5. Juni 2009                      | 11. Mai 2010    |                 |
| Verteidigungsminister                                                                          |            | Des Browne         | Labour Party | 28. Juni 2007                     | 3. Oktober 2008 |                 |
| Verteidigungsminister                                                                          |            | John Hutton        | Labour Party | 3. Oktober 2008                   | 5. Juni 2009    |                 |
| Verteidigungsminister                                                                          |            | Bob Ainsworth      | Labour Party | 5. Juni 2009                      | 11. Mai 2010    |                 |
| Minister für internationale Entwicklung                                                        |            | Douglas Alexander  | Labour Party | 28. Juni 2007                     | 11. Mai 2010    |                 |
| Minister für Wirtschaft, Unternehmen und Regulierungsreform Präsident des Board of Trade       |            | John Hutton        | Labour Party | 28. Juni 2007                     | 3. Oktober 2008 |                 |
| Minister für Wirtschaft, Unternehmen und Regulierungsreform Präsident des Board of Trade       |            | Peter Mandelson    | Labour Party | 3. Oktober 2008                   | 11. Mai 2010    |                 |
| Minister für Innovation und Universitäten                                                      |            | John Denham        | Labour Party | 28. Juni 2007                     | 5. Juni 2009    |                 |
| Minister für Kinder, Schulen und Familien                                                      |            | Ed Balls           |              | Co-operative Party (Labour Co-op) | 28. Juni 2007   | 11. Mai 2010    |
| Minister/in für Kommunalverwaltungen                                                           |            | Hazel Blears       |              | Labour Party                      | 28. Juni 2007   | 5. Juni 2009    |
| Minister/in für Kommunalverwaltungen                                                           |            | John Denham        | Labour Party | 5. Juni 2009                      | 11. Mai 2010    |                 |
| Minister für Energie und Klimaschutz                                                           |            | Ed Miliband        | Labour Party | 3. Oktober 2008                   | 11. Mai 2010    |                 |
| Minister für Umwelt, Ernährung und ländliche Gebiete                                           |            | Hilary Benn        | Labour Party | 28. Juni 2007                     | 11. Mai 2010    |                 |
| Kanzler/in des Herzogtums Lancaster                                                            |            | Ed Miliband        | Labour Party | 28. Juni 2007                     | 3. Oktober 2008 |                 |
| Kanzler/in des Herzogtums Lancaster                                                            |            | Liam Byrne         | Labour Party | 3. Oktober 2008                   | 5. Juni 2009    |                 |
| Kanzler/in des Herzogtums Lancaster                                                            |            | Janet Royall       | Labour Party | 5. Juni 2009                      | 11. Mai 2010    |                 |
| Minister/in im Cabinet Office                                                                  |            | Ed Miliband        | Labour Party | 28. Juni 2007                     | 3. Oktober 2008 |                 |
| Minister/in im Cabinet Office                                                                  |            | Liam Byrne         | Labour Party | 3. Oktober 2008                   | 5. Juni 2009    |                 |
| Minister/in im Cabinet Office                                                                  |            | Tessa Jowell       | Labour Party | 5. Juni 2009                      | 11. Mai 2010    |                 |
| Minister für Schottland                                                                        |            | Des Browne         | Labour Party | 28. Juni 2007                     | 3. Oktober 2008 |                 |
| Minister für Schottland                                                                        |            | Jim Murphy         | Labour Party | 3. Oktober 2008                   | 11. Mai 2010    |                 |
| Minister für Wales                                                                             | Peter Hain | Peter Hain         | Labour Party | 28. Juni 2007                     | 24. Januar 2008 |                 |
| Minister für Wales                                                                             |            | Paul Murphy        | Labour Party | 24. Januar 2008                   | 5. Juni 2009    |                 |
| Minister für Wales                                                                             | Peter Hain | Peter Hain         | Labour Party | 5. Juni 2009                      | 11. Mai 2010    |                 |
| Minister für Nordirland                                                                        |            | Shaun Woodward     | Labour Party | 28. Juni 2007                     | 11. Mai 2010    |                 |
| Verkehrsminister/in                                                                            |            | Ruth Kelly         | Labour Party | 28. Juni 2007                     | 3. Oktober 2008 |                 |
| Verkehrsminister/in                                                                            |            | Geoff Hoon         | Labour Party | 3. Oktober 2008                   | 5. Juni 2009    |                 |
| Verkehrsminister/in                                                                            |            | Andrew Adonis      | Labour Party | 5. Juni 2009                      | 11. Mai 2010    |                 |
| Minister für Kultur, Medien und Sport                                                          |            | James Purnell      | Labour Party | 28. Juni 2007                     | 24. Januar 2008 |                 |
| Minister für Kultur, Medien und Sport                                                          |            | Andy Burnham       | Labour Party | 24. Januar 2008                   | 5. Juni 2009    |                 |
| Minister für Kultur, Medien und Sport                                                          |            | Ben Bradshaw       | Labour Party | 5. Juni 2009                      | 11. Mai 2010    |                 |
| Chief Secretary to the Treasury                                                                |            | Andy Burnham       | Labour Party | 28. Juni 2007                     | 24. Januar 2008 |                 |
| Chief Secretary to the Treasury                                                                |            | Yvette Cooper      | Labour Party | 24. Januar 2008                   | 5. Juni 2009    |                 |
| Chief Secretary to the Treasury                                                                |            | Liam Byrne         | Labour Party | 5. Juni 2009                      | 11. Mai 2010    |                 |
| Weitere Teilnehmer der Kabinettssitzung                                                        |            |                    |              |                                   |                 |                 |
| Parlamentarischer Staatssekretär im Finanzministerium Whip im House of Commons                 |            | Geoff Hoon         |              | Labour Party                      | 28. Juni 2007   | 3. Oktober 2008 |
| Parlamentarischer Staatssekretär im Finanzministerium Whip im House of Commons                 |            | Nick Brown         | Labour Party | 3. Oktober 2008                   | 11. Mai 2010    |                 |
| Whip im House of Lords Captain of the Honourable Corps of Gentlemen-at-Arms                    |            | Bruce Grocott      | Labour Party | 28. Juni 2007                     | 11. Mai 2010    |                 |
| Attorney General for England and Wales                                                         |            | Patricia Scotland  | Labour Party | 28. Juni 2007                     | 11. Mai 2010    |                 |
| Staatsminister für Afrika, Asien und die Vereinten Nationen                                    |            | Mark Malloch Brown | Labour Party | 28. Juni 2007                     | 11. Mai 2010    |                 |
| Staatsministerin für Wohnen und Planung                                                        |            | Yvette Cooper      | Labour Party | 28. Juni 2007                     | 24. Januar 2008 |                 |
| Staatsministerin für Wohnen und Planung                                                        |            | Caroline Flint     | Labour Party | 24. Januar 2008                   | 3. Oktober 2008 |                 |
| Staatsministerin für Wohnen und Planung                                                        |            | Margaret Beckett   | Labour Party | 3. Oktober 2008                   | 5. Juni 2009    |                 |
| Staatsministerin für Wohnen und Planung                                                        |            | John Healey        | Labour Party | 5. Juni 2009                      | 11. Mai 2010    |                 |
| Ministerin für die Olympischen Spiele Paymaster General                                        |            | Tessa Jowell       | Labour Party | 28. Juni 2007                     | 11. Mai 2010    |                 |
| Staatsministerin für Kinder, Jugend und Familie                                                |            | Beverley Hughes    | Labour Party | 28. Juni 2007                     | 5. Juni 2009    |                 |
| Staatsministerin für Kinder, Jugend und Familie                                                |            | Dawn Primarolo     | Labour Party | 5. Juni 2009                      | 11. Mai 2010    |                 |
| Staatsminister für Arbeit und Sozialreform                                                     |            | Tony McNulty       | Labour Party | 3. Oktober 2008                   | 5. Juni 2009    |                 |
| Staatsminister für Wissenschaft und Innovation                                                 |            | Paul Drayson       | Labour Party | 3. Oktober 2008                   | 11. Mai 2010    |                 |
| Staatsministerin für Europa                                                                    |            | Caroline Flint     | Labour Party | 3. Oktober 2008                   | 5. Juni 2009    |                 |